# Hyalonema gracile
Hyalonema gracile är en svampdjursart som beskrevs av Schulze 1886. Hyalonema gracile ingår i släktet Hyalonema och familjen Hyalonematidae.
Artens utbredningsområde är Filippinerna. Inga underarter finns listade i Catalogue of Life.